# Geologia do Paraná
A Geologia do Paraná é um domínio de estudos e conhecimentos sobre as diferentes eras geológicas que contribuíram para o surgimento circunstancial das terras da atual unidade federativa brasileira. Compartimentos distintos são formados pelas pedras e a extensão de um intervalo estratigráfico é abrangida pelas rochas, com idades de 2,8 bilhões de anos até os dias atuais. Na baixada litorânea, Serra do Mar e Primeiro Planalto, são encontradas rochas magmáticas e metamórficas mais velhas, que sedimentos recentes originários do oceano e do continente recobrem em parte. A faixa de afloramento dos sedimentos paleozoicos da Bacia do Paraná é formada pelo Segundo Planalto. Aplicadas a estes sedimentos, as rochas vulcânicas de idade mesozoica aparecem no Grupo Serra Geral, constituindo o Terceiro Planalto, revestido por depósitos cretáceos no noroeste do estado. Sedimentos recentes aparecem em quaisquer das regiões, especialmente nos vales banhados pelos rios, além de demais categorias de depósitos que não se consolidaram. Alguns especialistas fotografam imagens de acidentes geográficos de várias idades geológicas com o objetivo de ilustrar seus trabalhos acadêmicos.

## Era Pré-Cambriana

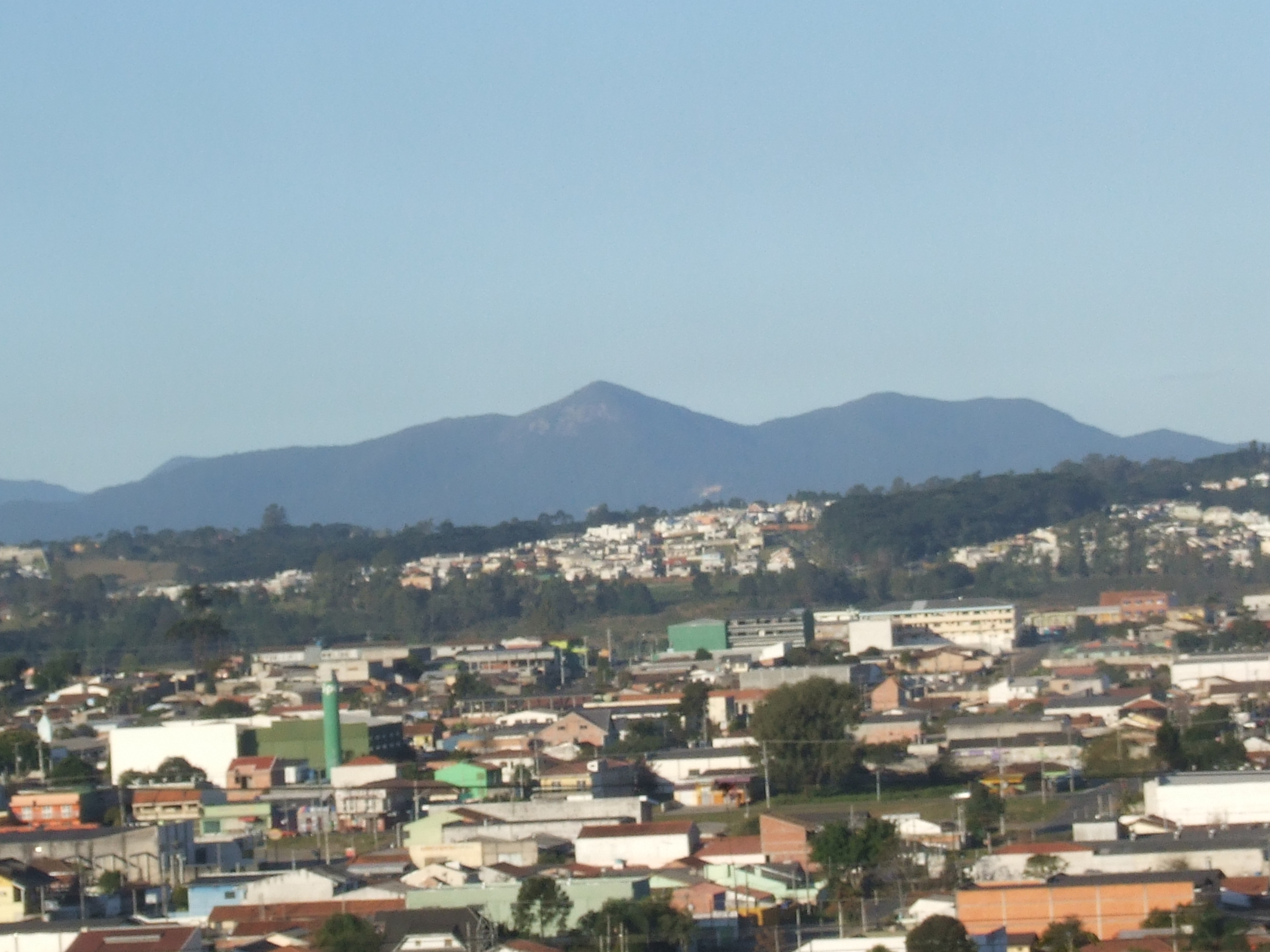
O Morro do Anhangava como visto de Curitiba, capital do estado do Paraná. É o ponto mais alto do município de Quatro Barras.

Foi nessa era geológica mais antiga (Arqueozoica e Proterozoica) que foram formadas as primeiras rochas da Terra. Elas se agrupam em vários locais de nosso planeta nos denominados de “escudos cristalinos”, onde são predominantes os gnaisses e os granitos. Mais tarde, depois que esses escudos se desgastaram muito, surgiram os mais antigos sedimentos terrestres, que, principalmente, depositaram-se nos profundos primitivos mares pré-cambrianos.
A porção oriental do Paraná é ocupada pelos terrenos pré-cambrianos paranaenses. Eles se iniciam em sua Planície Litorânea, atravessam a montanhosa Serra do Mar e se expandem pelo Primeiro Planalto inteiro. Suas primeiras rochas são os gnaisses originários do arqueano, pertencem ao embasamento rochoso do relevo brasileiro, chamado “Complexo Cristalino”. Perto dos gnaisses, ocorrem os granitos intrusivos, que resultaram de massas ígneas proterozoicas de idade geológica mais nova. Nesse caso são encontrados os blocos do Marumbi, da Serra da Graciosa, do pico Anhangava e do Morro Redondo, os quais estão totalmente localizados na Serra do Mar.
Principalmente na porção setentrional do Primeiro Planalto Paranaense, ocorrem demais rochas originárias do Pré-Cambriano, que se formaram desde o Proterozoico. São xistos cristalinos, mármores, calcários, filitos e quartzitos, que habitualmente se reúnem em grupos de rochas dos quais, o mais famoso, se chama “Grupo Açungui”.

## Era Paleozoica
Os fatos geológicos e as rochas paleozoicas de maior importância do Paraná, são encontradas no Segundo Planalto, principalmente no Norte Velho e nos Campos Gerais.
O começo da era Proterozoica, no Paraná, tinha assistido ao fim das erupções vulcânicas da geológica anterior, como mostram rochas ígneas de cores não escuras, que se colocam em cima dos terrenos arqueozoicos e arqueanos (Formação Castro).

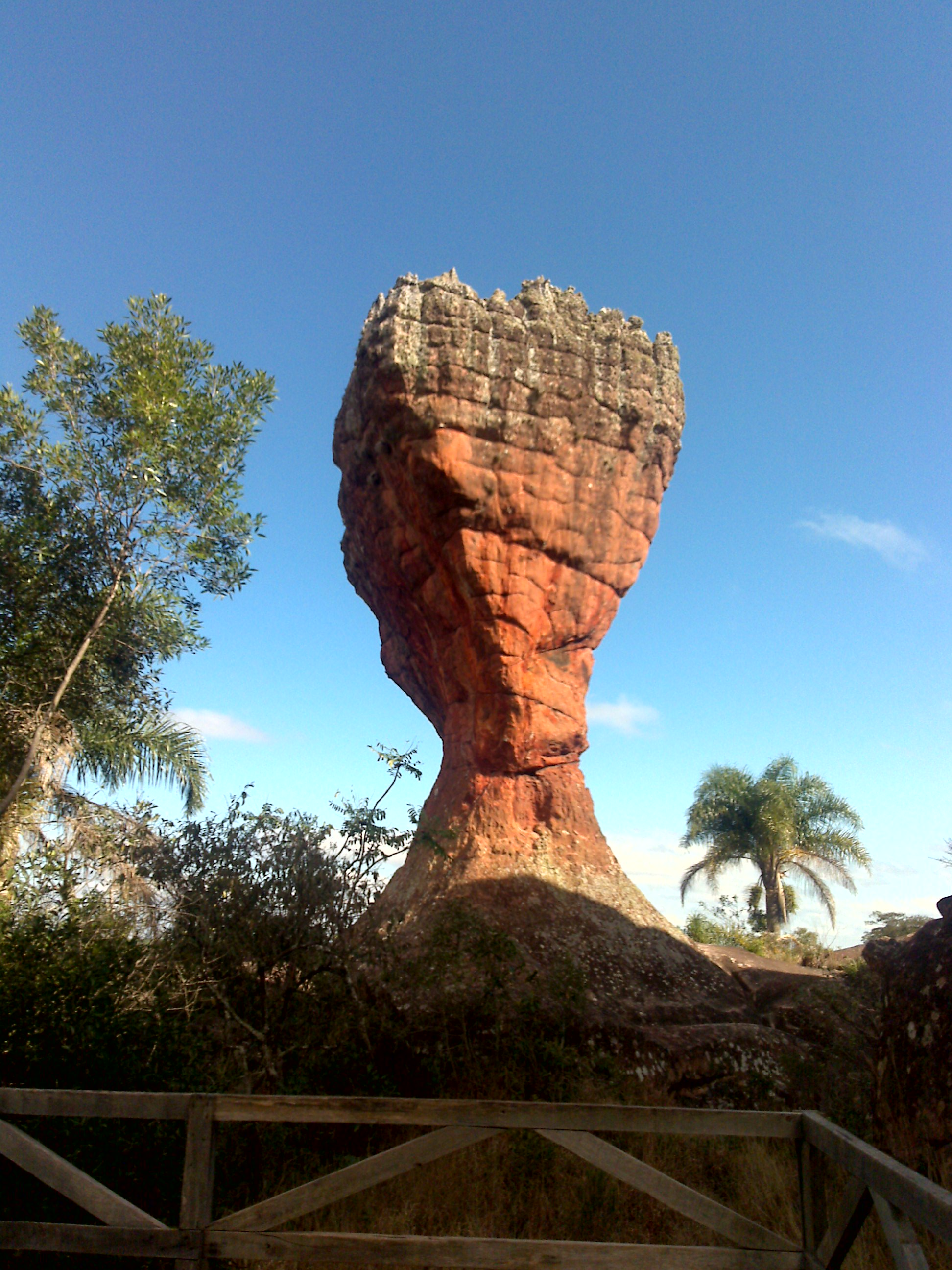
Parque Estadual de Vila Velha, Paraná, Brasil.

Começou, logo depois, uma extensa época de erosão e a sedimentação de depósitos, pela qual uma peneplanície chamada de pré-devoniana foi formada. No entanto, os fatos geológicos proterozoicos mais destacados fazem parte dos períodos Devoniano, Carbonífero e Permiano.
No período Devoniano, um mar interior continental transgredido se dirigiu no sentido oeste-leste. Os sedimentos típicos desse mar, que regrediu em meados do Devoniano, foram deixados no Paraná: o arenito Furnas e o folhelho Ponta Grossa. Nos últimos tempos devonianos, começou a formar-se uma nova peneplanície, chamada no Carbonífero de Gonduânica.
No período Carbonífero da era Paleozoica, o sul do Brasil inteiro foi coberto com uma camada grossa de gelo, segundo mostram as estrias e os tilitos pelos quais o arenito Furnas foi afetado. Do atrito, que as geleiras exerceram em cima das rochas, foram depositados sedimentos em lugares de rios e lagos, originando, depois de solidificados, os arenitos dos tipos pelos quais são formados Vila Velha (Ponta Grossa) e a escarpa do Monge (Lapa).
Ainda, no Carbonífero, se iniciou a formação das jazidas de carvão mineral, que hoje encontram-se numa faixa de sentido de norte a sul, do Segundo Planalto Paranaense.
No final da era Paleozoica, mais precisamente no período Permiano, foi processada a grande sedimentação em lugares perto do litoral do mar interior, em locais de laguna, em espaços de estuários e de planícies de inundação. Com isto, sumiram os mais novos restos do mar interior, erguendo-se todas as terras do Paraná.
O folhelho piro-betuminoso (Xisto), em que é registrada a existência do seu fóssil típico, “Mesosaurus brasiliensis”, o qual tinha vivido naquele tempo, foi formado pelo Permiano,  além da solidificação das jazidas carboníferas pela mesma era geológica.

## Era Mesozoica

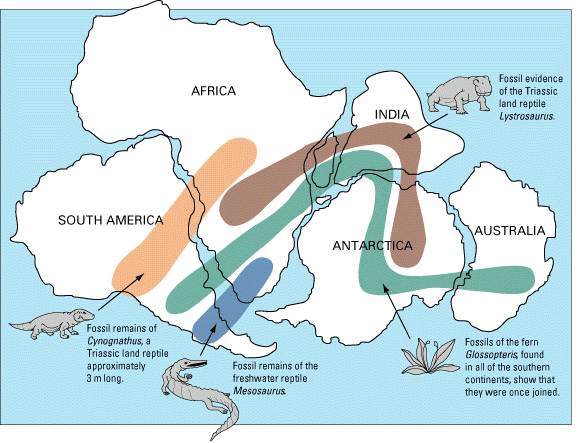
Distribuição geográfica dos fósseis gondwânicos (clique para ampliar e ver mais detalhes, em inglês).

Os fatos geológicos mesozoicos, no Sul do Brasil, formaram os grandes desertos, que os derrames de lavas (períodos Jurássico e Cretáceo), em sua extensão, superpuseram e intercalaram.
A extensão de um deserto, cujos restantes são os arenitos Botucatu e Caiuá, foi formada pelo clima árido daquela era. O arenito Botucatu se mostra visível na escarpa (Serra da Esperança), pela qual o segundo planalto paranaense é separado do terceiro, e através de afloramentos em diversos lugares do Paraná. Por seu turno, o arenito Caiuá, de formação geológica mais nova (período Cretáceo) se assenta em cima dos mais recentes derrames vulcânicos mesozoicos, especialmente na parte norte-ocidental do Paraná.
Os grandes derrames de lavas (basaltos) foram ocorrendo ao longo de diversas vezes no Sul do Brasil, por intermédio de fendas que se abriram na área de uma região da superfície. Estas lavas deterioraram-se mais tarde, e isso originou a fertilidade dos solos chamados pela denominação de “terra roxa”, bastante frequente no norte e no oeste do Paraná.
Também são desta era, os grandes fatos geológicos que têm ligação com a América do Sul inteira, como, exemplificando:
- rompeu-se o primitivo continente de Gonduana;
- a América do Sul desmembrou-se da África;
- formou-se o oceano Atlântico.

## Era Cenozoica
Uma época de movimentos tectônicos marca o começo da era Cenozoica no Sul do Brasil. O equilíbrio da América do Sul, que as tensões causadas pela Cordilheira dos Andes o abalaram, é procurado, depois do começo de um extenso processo de denudação, o qual vem chegando até os dias atuais.
É habitualmente dividida a era Cenozoica em ambos os períodos: o Terciário e o Quaternário.

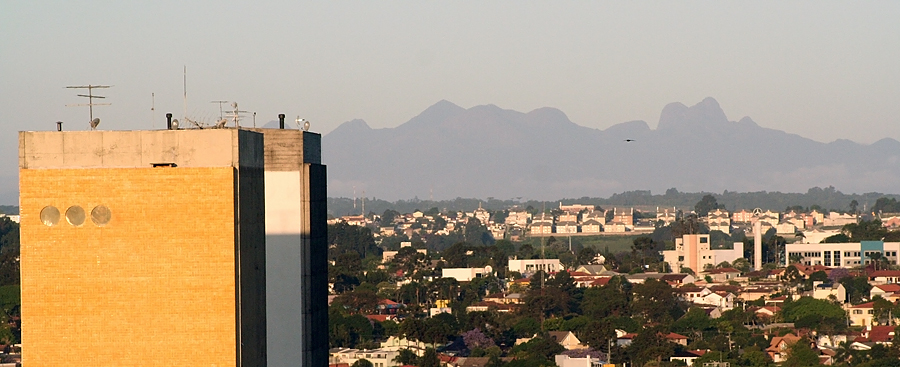
A Serra do Mar como é vista de Curitiba.

No período Terciário, aconteceu o falhamento das margens do rebordo leste da América do Sul, por causa dos mesmos movimentos tectônicos. Este acontecimento resultou no afundamento marítimo dos grandes conjuntos do litoral de hoje, sendo formada então a escarpa da Serra do Mar. Naquele momento, o mar avançaria até as encostas da serra, para que, depois que o litoral subiu, se retirasse, tendo deixado na parte traseira dele, grande sedimentação.
No período Quaternário, repetidos intervalos de climas úmidos e semi-úmidos, que modelaram várias paisagens do Paraná tal como conhecemos hoje, marcaram essa época geológica.
No Pleistoceno, primeira época do Quaternário, os depósitos dos rios e lagos da bacia de Curitiba foram depositados em cima de terras do Pré-Cambriano, além dos sedimentos de areia e argila que se solidificaram no litoral.
Os terrenos quaternários mais novos fazem parte do Holoceno, encontrando-se nos pântanos às margens dos rios, nas planícies fluviais inundadas, nos balneários naturais e nos manguezais. Vão formando sedimentos arenosos e argilosos que ainda não se solidificaram.